# Amália Rodrigues
Amália da Piedade Rodrigues känd som enbart Amália Rodrigues, född 23 juli 1920 i Lissabon, död 6 oktober 1999 i Lissabon, var en portugisisk fadoartist.

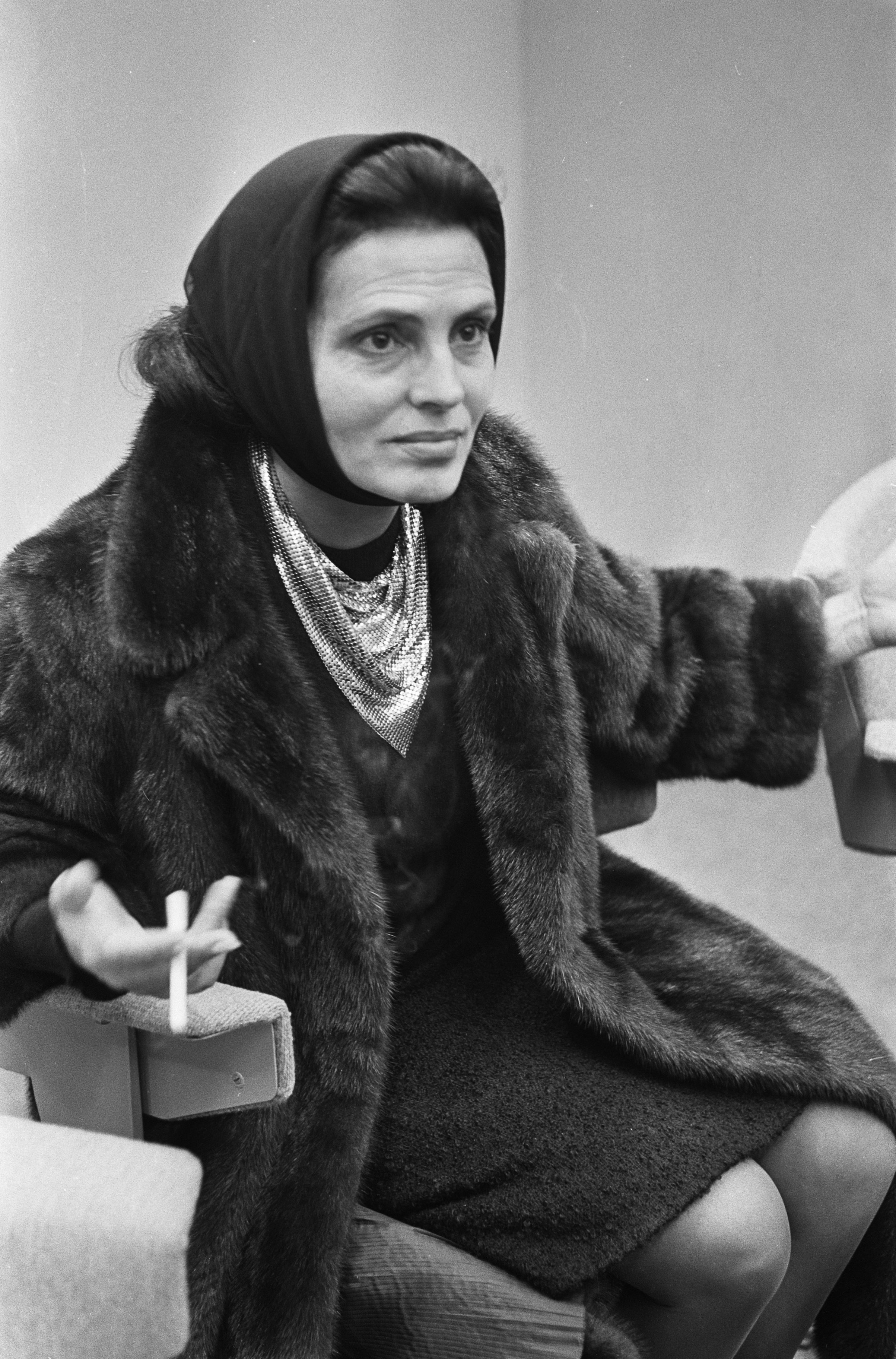
Amália Rodrigues i Amsterdam 1964.

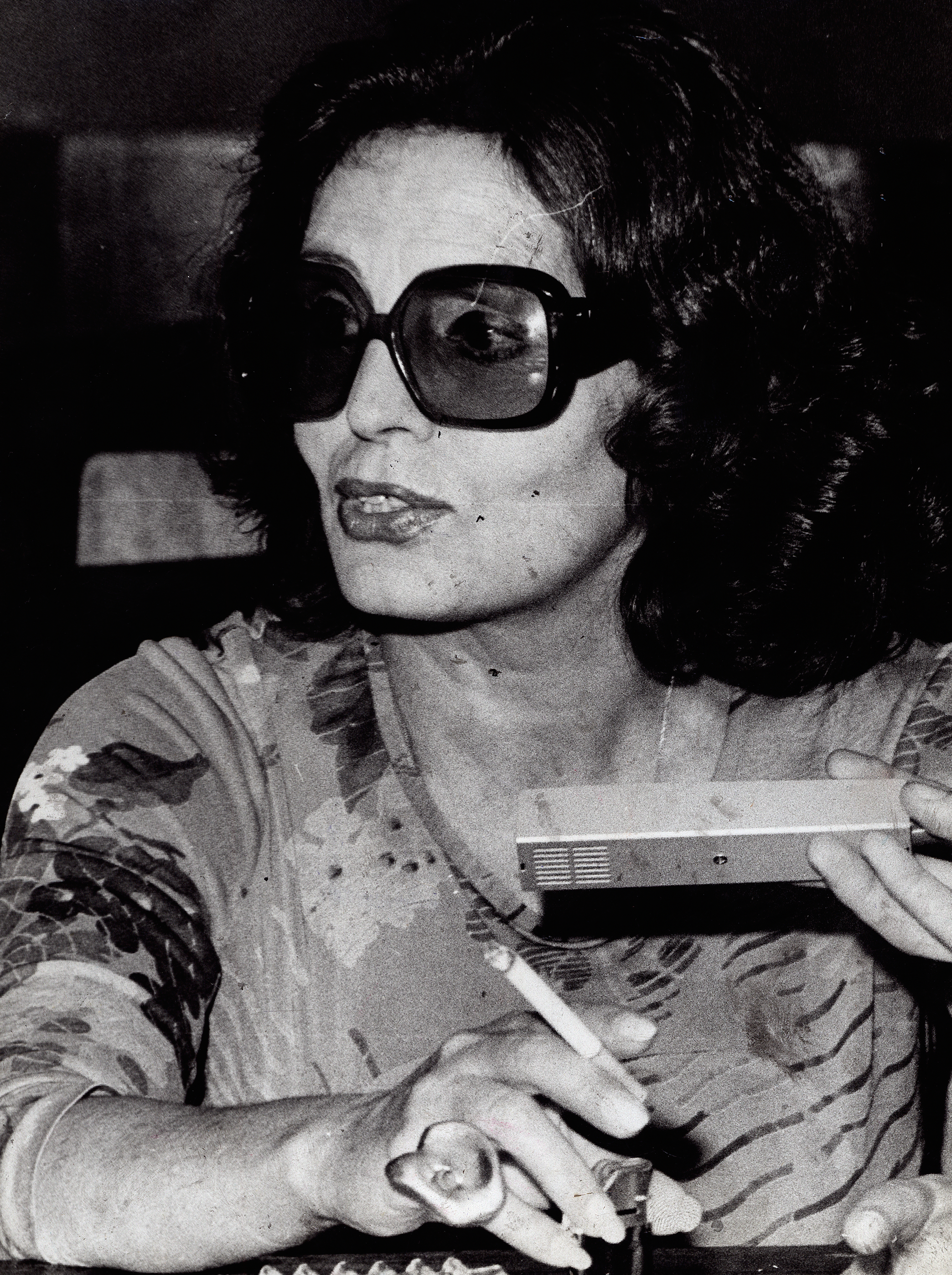
Amália Rodrigues 1972.

## Övrigt
Amália Rodrigues fick epiteten fadodrottning och Portugals själ på grund av sin popularitet och allmänt erkänt högstående artisteri. När hon dog, efter en 60-årig sångarkarriär ända in till sina sista år, utlystes tre dagars landssorg och hon begravdes i kyrkan Igreja de Santa Engrácia - Panteão Nacional i Lissabon bland nationella storheter. Rodrigues gjorde fado känd internationellt.

## Diskografi (urval)
Album
- 1957 - Amália no Olympia (livealbum)
- 1962 - Busto
- 1965 - Fado Português
- 1967 - Fados 67
- 1969 - Marchas de Lisboa
- 1969 - Vou dar de beber à dor
- 1970 - Amália/Vinicius
- 1970 - Com que voz
- 1971 - Amália Canta Portugal II
- 1971 - Oiça Lá Ó Senhor Vinho
- 1971 - Amália no Japão
- 1971 - Cantigas de amigos
- 1972 - Amália Canta Portugal III
- 1972 - Amália em Paris
- 1973 - A Una Terra Che Amo
- 1974 - Amália no Café Luso
- 1976 - Amália no Canecão
- 1976 - Cantigas da boa gente
- 1977 - Fandangueiro
- 1971 - Anda o Sol na Minha Rua
- 1977 - Cantigas numa Língua Antiga
- 1980 - Gostava de Ser Quem Era
- 1982 - Amália Fado
- 1983 - Lágrima
- 1984 - Amália na Broadway
- 1985 - O Melhor de Amália: Estranha forma de vida
- 1985 - O Melhor de Amália, vol. 2: Tudo isto é fado
- 1990 - Obsessão
- 1992 - Abbey Road 1952
- 1997 - Segredo